# Halle Open 2022
Halle Open 2022 (cunoscut din motive de sponsorizare ca Terra Wortmann Open) este un turneu de tenis care se joacă pe terenuri cu iarbă în aer liber. Este cea de-a 29-a ediție a Halle Open și face parte din seria ATP Tour 500 din sezonul ATP Tour 2022. Are loc la Arena OWL din Halle, Germania, între 13 și 19 iunie 2022.

## Campioni

### Simplu
Pentru mai multe informații consultați Halle Open 2022 – Simplu

### Dublu
Pentru mai multe informații consultați Halle Open 2022 – Dublu

## Puncte și premii în bani

### Puncte
| Probă  | C   | F   | SF  | QF | R16 | R32 | Q   | Q2  | Q1  |
| Simplu | 500 | 300 | 180 | 90 | 45  | 0   | 20  | 10  | 0   |
| Dublu  | 500 | 300 | 180 | 90 | 0   | N/A | N/A | N/A | N/A |

### Premii în bani
| Probă  | C        | F       | SF      | QF      | R16     | R32     | R64    | Q2     | Q1 |
| Simplu | €113,785 | €84,075 | €59,860 | €40,765 | €25,480 | €14,650 | €6,750 | €3,565 |    |
| Dublu* | €40,200  | €30,240 | €21,760 | €14,340 | €9,020  | €5,000  | N/A    | N/A    |    |

*per echipă